# Marianne (police de caractères)
Pour les articles homonymes, voir Marianne (homonymie).
Marianne est une police de caractères dessinée en 2020 par le graphiste et typographe français Mathieu Réguer pour l'agence 4uatre. Ce caractère de titrage, sans empattement, est rangé parmi les linéales dans la classification Vox-Atypi. Elle est basée sur la capitale romaine et le Garamond.
Adoptée par l'État, Marianne relève de la charte graphique de la communication gouvernementale de la France depuis le début de l'année 2020. 

## Utilisation
Conformément à la circulaire no 6144/SG, son utilisation est ouverte aux administrations centrales des ministères, aux délégations interministérielles, aux préfectures, aux ambassades, à l'ensemble des services déconcentrés ainsi qu'aux opérateurs de l'État.
Pour cet usage, la charte graphique demande l'utilisation de la typographie complémentaire Spectral.
La typographie Marianne est téléchargeable dans l'espace de documentation de la charte graphique de l'État.

## Exemple d'utilisation
L'une de ses premières mises en application a lieu en mars 2020 avec l'attestation de déplacement dérogatoire pendant le premier confinement lié à la pandémie de Covid-19. Elle disparaît néanmoins de l'attestation de couvre-feu en octobre 2020. 